# Norman Bingley
Norman Bingley (17 de setembro de 1963 — 16 de janeiro de 1940) foi um velejador britânico, campeão olímpico. Ele competiu nos Jogos Olímpicos de Verão de 1908 na classe 7 Metre e conquistou a medalha de ouro na disputa a bordo do Heroine III com Charles Rivett-Carnac, Richard Dixon e Frances Rivett-Carnac. Bingley frequentou o Brighton College e o University College London antes de frequentar o Magdalen College em 1885.